# كفر طه شبرا
كفر طه شبرا إحدى قرى مركز قويسنا التابع لمحافظة المنوفية في جمهورية مصر العربية، ومن أعلامها حسين الشافعي أحد الضباط الأحرار ونائب رئيس الجمهورية الأسبق.

## التاريخ
قرية كفر طه شبرا من القرى القديمة، حيث وردت باسم «شبرا قطارة» في أعمال جزيرة قوسينا ضمن قرى الروك الصلاحي التي أحصاها ابن مماتي في كتاب قوانين الدواوين، كما وردت باسم «شبرى قطارة» في أعمال الغربية ضمن قرى الروك الناصري التي أحصاها ابن الجيعان في كتاب «التحفة السنية بأسماء البلاد المصرية». وفي العصر العثماني وردت باسم «شبرا قطارة» في التربيع العثماني الذي أجراه الوالي العثماني سليمان باشا الخادم في عصر السلطان العثماني سليمان القانوني ضمن قرى ولاية الغربية، وفي تاريخ 1228هـ/1813م الذي عدّ قرى مصر بعد المسح الذي قام به محمد علي باشا باسم «كفر طه شبرا» ضمن قرى مديرية المنوفية.

## السكان
بلغ عدد سكان كفر طه شبرا 3,168 نسمة، حسب الإحصاء الرسمي لعام 2006.